# Matsucoccus secretus
Matsucoccus secretus är en insektsart som beskrevs av Morrison 1939. Matsucoccus secretus ingår i släktet Matsucoccus och familjen pärlsköldlöss. Inga underarter finns listade i Catalogue of Life.